# Глухих, Василий Андреевич
Васи́лий Андре́евич Глухи́х (10 февраля 1929, Уральская область — 19 июля 2021, Санкт-Петербург) — советский и российский учёный, специалист в области термоядерной энергетики. Доктор технических наук, профессор, академик РАН. Директор (1974—2003), научный руководитель (2003—2016), почётный научный руководитель (2016—2021) НИИ электрофизической аппаратуры им. Д. В. Ефремова.
Лауреат Ленинской премии, Государственной премии СССР в области науки и техники, Государственной премии Российской Федерации в области науки и техники, премии Правительства Российской Федерации в области науки и техники и премии Правительства Российской Федерации в области образования.
Основатель Санкт-Петербургского регионального общественного благотворительного фонда академика В.А.Глухих в поддержку молодежного научно-технического творчества..

## Биография
Василий Андреевич Глухих родился 10 февраля 1929 года в крестьянской семье в д. Большая-Каменная[где?] Уральской области РСФСР, ныне Курганская область. Ныне это может быть или село Большое Каменное Актабанского сельсовета Петуховского района или деревня Большое Каменное Рассветского сельсовета Мокроусовского района.
Детские и юношеские годы Василия Андреевича прошли в рабочем посёлке Читинской области. Отец, по профессии слесарь, с 1935 года работал там на золотых приисках. В школе Василий Глухих участвовал в самодеятельности, активно работал в комсомольской организации.
В 1947 году поступил на электрофизический факультет Томского политехнического института, затем был переведен на физико-технический факультет, образованный в 1949 году и 1952 году с отличием окончил институт по специальностм инженер-физик.
С 1953 года работает в ленинградском Особом конструкторском бюро по проектированию электромагнитных преобразователей, ныне НИИ электрофизической аппаратуры им. Д. В. Ефремова (НИИЭФА): инженер, старший инженер, с 1963 года начальник лаборатории, в 1967—1974 годах заместитель директора по научной работе. В 1974—2003 годах — директор НИИЭФА, в 2003—2016 годах — научный руководитель, с 2016 года — почётный научный руководитель института.
Член КПСС. Был избран секретарем парткома НИИЭФА.
В 1970-х — 1980-х гг. руководил исследованиями и разработкой мощных лазеров непрерывного и импульсно-периодического действия.
Доктор технических наук (1974), кандидат технических наук (1966). Член-корреспондент (1981), академик Академии наук СССР (1987).
В 1967 году по его инициативе и под его руководством в НИИЭФА была открыта аспирантура. Её окончили более 200 сотрудников института, большинство из которых успешно защитили кандидатские диссертации.
Более десяти лет возглавлял кафедру «Инженерная электрофизика и техника высоких напряжений» Санкт-Петербургского государственного технического университета (ныне — Санкт-Петербургский политехнический университет Петра Великого, СПбПУ). В настоящее время — профессор кафедры «Техника высоких напряжений, электроизоляционная и кабельная техника» Института энергетики и транспортных систем СПбПУ.
Являлся членом президиума Санкт-Петербургского Научного центра РАН, председателем Специализированного научного совета по физико-техническим проблемам управляемого термоядерного синтеза в составе Объединенного научного совета по проблемам энергетики при президиуме СПбНЦ РАН.
На протяжении многих лет возглавлял работу Научного Совета ОЭММПУ РАН по мощной импульсной энергетике и Совета по  «Энергетике» Санкт-Петербургского научного центра РАН. Академик Международной академии высшей школы международной энергетической академии, Международной академии радиоэлектроники, Академии инженерных наук, Академии электротехнических наук.
Входил в состав коллегии старейшин при президиуме научно-технического совета госкорпорации «Росатом». Возглавлял  Научно-технический совет при Губернаторе Санкт-Петербурга
Являлся одним из учредителей Санкт-Петербургского регионального благотворительного фонда академика В. А. Глухих в поддержку молодежного научно-технического творчества (2004).
Автор порядка 150 научных работ, 3 монографий, 20 изобретений. Председатель Научного совета РАН по импульсной энергетике, Научного совета по комплексной проблеме «Энергетика» Санкт-Петербургского научного центра РАН. Академик Академии инженерных наук и Академии электротехнических наук. Член Президиума Санкт-Петербургского научного центра РАН. При его поддержке создан Фонд академика В. А. Глухих в поддержку молодёжного научно-технического творчества, в который он передал для работы с подрастающим поколением крупные денежные средства, полученные в виде премий за выдающиеся научные достижения.
Являлся главным редактором журнала «PlasmadevikesandOperations», членом редколлегии «Журнала технической физики».
Жил в посёлке Металлострой Колпинского района Санкт-Петербурга.
Василий Андреевич Глухих скончался 19 июля 2021 года в Санкт-Петербурге.

## Научная деятельность
Внёс вклад в развитие импульсной электроэнергетики, электрофизического аппаратостроения, создание инженерно-физической базы термоядерной энергетики. Один из основоположников создания теории и основ проектирования магнитогидродинамических электрических машин с жидкометаллическим рабочим телом. Под его руководством были разработаны: 1-я отечественная тороидальная термоядерная установка «Альфа», комплекс Ангара-5 (1982) и крупнейшие отечественные токамак и Т-15 и ТСП (1988) с адиабатическим  сжатием плазменного шнура ТСП (1989), создано  сверхмощное электроэнергетическое оборудование, крупнейшие отечественные лазерные комплексы для термоядерных исследований «Искра – 5» и «Луч» (ВНИИЭФ).
Достигнуты результаты мирового уровня в развитии технологии магнитного удержания термоядерной плазмы, индуктивных методов накопления и преобразования энергии, создании уникальных сверхпроводящих электромагнитов; успешно проведены моделирование и отработка систем международного термоядерного реактора — токамака ИТЭР. Инициатор создания крупнейшего в Северо-Западном регионе Центра технологических лазеров.
Под его руководством  НИИЭФА стал головным разработчиком и изготовителем ускорителей заряженных частиц различных типов для лучевой терапии и диагностики, промышленной радиографии, радиационно-химических и природоохранных технологий, активационного анализа.

## Из библиографии
- Расчёт и проектирование индукционных МГД-машин с жидкометаллическим рабочим телом / Г. А. Баранов, В. А. Глухих, И. Р. Кириллов. — Москва : Атомиздат, 1978. — 248 с. : ил.; 20 см.
- Ударные униполярные генераторы / [Глухих В. А., Баранов Г. А., Карасёв Б. Г., Харитонов В. В.]. — Л. : Энергоатомиздат : Ленингр. отд-ние, 1987. — 169,[1] с. : ил.; 22 см.
- Магнитная гидродинамика в ядерной энергетике / В. А. Глухих, А. В. Тананаев, И. Р. Кириллов. — М. : Энергоатомиздат, 1987. — 262,[2] с. : ил.; 22 см;
- Физико-технические основы управляемого термоядерного синтеза : учеб. пособие / В. А. Глухих, В. А. Беляков, А. Б. Минеев. — Санкт-Петербург : Изд-во Политехн. ун-та, 2006. — 347 с. : ил., табл.; 23 см; ISBN 5-7422-1117-1
- Основы проектирования магнитных термоядерных реакторов : [монография] / [А. Б. Алексеев и др.]; под ред. В. А. Глухих, Г. Л. Саксаганского; Науч.-исслед. ин-т электрофизической аппаратуры им. Д. В. Ефремова. — Санкт-Петербург : Изд-во Политехнического ун-та, 2016. — 613 с. : ил., цв. ил., табл.; 22 см; ISBN 978-5-7422-5179-8 : 500 экз.

## Награды
- Орден «Знак Почёта» (1966),
- Орден Трудового Красного Знамени (1974),
- Орден Почёта (1996),
- Орден «За заслуги перед Отечеством» IV степени (1999),
- Орден «За заслуги перед Отечеством» III степени (2009),
- Государственная премия СССР в области науки и техники (1977),
- Ленинская премия (1984),
- Государственная премия Российской Федерации в области науки и техники (1997) — «за создание комплекса «Ангара-5-1» и проведение цикла исследований по физике высоких плотностей энергии и излучающей плазмы многозарядных ионов»,
- Премия Правительства Российской Федерации 2007 года в области науки и техники (27 февраля 2008),[7]
- Премия Правительства Российской Федерации в области образования 2013 года (12 ноября 2013) — за цикл работ "Научные и прикладные разработки в области высокоэкологичных систем электрофизического аппаратостроения, мощной импульсной энергетики и управляемого термоядерного синтеза для подготовки специалистов в области энергетики"[8]
- Премия Международной ассоциации учёных-термоядерщиков (1986),
- Премия имени А. Н. Крылова Правительства Санкт-Петербурга (2003),
- Медаль «В ознаменование 100-летия со дня рождения Владимира Ильича Ленина»,
- Медаль «Ветеран труда»,
- Орден Святого равноапостольного великого князя Владимира III степени (РПЦ).

## Семья
Отец — Глухих Андрей Иванович (1903—1962).
Мать — Глухих Мария Сергеевна (1903—1989).
Жена — Александра Петровна Глухих. Работала врачом, а затем заведующей женской консультации в Городской больнице № 35 в посёлке Металлострой Колпинского района Санкт-Петербурга.
Сын — Игорь (род. 1954); доктор физико-математических наук, председатель правления АО Interlaser Oy. Внуки: Глухих Михаил Игоревич (род. 1978), кандидат физико-математических наук, старший преподаватель в Санкт-Петербургском политехническом университете; Глухих Ольга Игоревна (род. 1985), окончила Финансово-экономический институт в Санкт-Петербурге.

## Источник
- Санкт-Петербург. 300 + 300 биографий. Биографический словарь / St. Petersburg. 300 + 300 biographies. Biographic Glossary // Сост. Г. Гопиенко. — На рус. и англ. яз. — М.: Маркграф, 2004. — 320 с. — Тир. 5000 экз. — ISBN 5-85952-032-8. — С. 67.